# Trio para piano
Um trio para piano é um grupo de piano e outros dois intrumentos, geralmente um violino e um violoncelo, ou uma peça musical escrita para tal grupo. Esta é uma das formas mais conhecidas na música clássica de câmara. O termo também pode se referir a um grupo de músicos que regularmente interpreta seu repertório em conjunto.